# Lusitano Ginásio Clube
O Lusitano Ginásio Clube MHIH, também conhecido como Lusitano de Évora, é um clube multidesportivo português, sediado na cidade de Évora, no Alentejo. A sua equipa de futebol competiu catorze temporadas na primeira divisão portuguesa entre 1952 e 1966, sendo um dos estandartes com mais presenças no principal escalão. É ainda o décimo quarto clube com mais participações consecutivas e o clube do Alentejo que mais temporadas esteve no escalão máximo português. Venceu o Campeonato Nacional da II Divisão em 1951/52 e mais recentemente o Campeonato de Portugal em 2024/2025.
Foi durante o século XX um marco importante na evolução da educação física e cultura desportiva da região. Sob o lema "Fazer Forte, Fraca Gente", mudou em 1925 a sua designação de Lusitano Futebol Clube para Lusitano Ginásio Clube, em consonância com essa mesma cultura de vontade de renovação do corpo e da alma da população alentejana. Teve uma importante obra cultural e educativa através da promoção de aulas de alfabetização de adultos e possuía uma das melhores bibliotecas privadas do país. As diversas sedes do Lusitano Ginásio Clube ao longo do século XX, no antigo Largo do Paraíso, na Rua Serpa Pinto, bem como no Campo Estrela, que foi durante décadas um dos melhores estádios e relvados desportivos do país, constituíram polos aglutinadores de gerações eborenses que acreditaram no ideal de mente sã em corpo são.     
Augusto Leitão escreveu um dia de 1926 no Notícias de Évora "...as cores esperançosas da sua bandeira, o escudo sagrado das cinco quinas, as abençoadas muralhas da cidade que lhe serviu de berço e o nome sacrossanto de descendente de Lusa Pátria."

## História

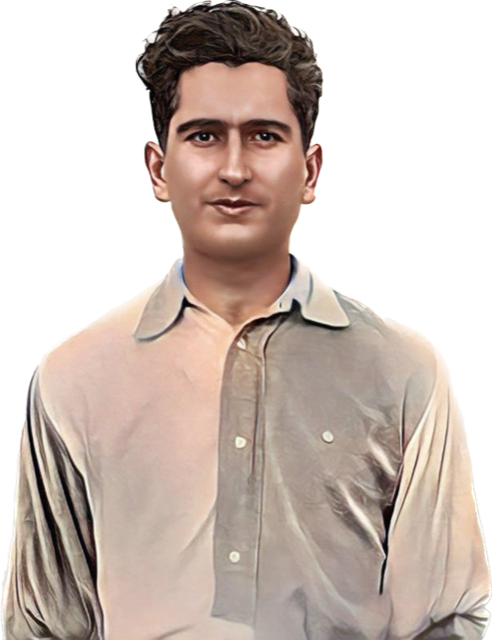
Domingos Morais, fundador e primeiro capitão, treinador e presidente

### Fundação
Em 1911, em Évora, um grupo de moços, dos oito aos quinze anos encontrava-se no adro da Igreja da Graça para jogarem futebol e começaram a visar a ideia de formarem um "grupo" de futebol.
Foi aprazada uma reunião para o dia 11 de Novembro de 1911, na Rua das Fontes n.º 3, em casa do Professor Dâmaso Simões, onde estavam hospedados três irmãos do Redondo, Domingos Coelho Morais "o Besnica", Venâncio Coelho Morais, Rogério Coelho Morais, que faziam parte do grupo e aos quais se juntaram o "keeper" Adriano Peres Sales, os irmãos José Conde Ribeiro e João Conde Ribeiro, José Simões Silva, Manuel Fernandes, Manuel Marçal, Manuel Morais e Augusto Melo. Nessa reunião resolveram fundar o "Luzitano Foot-ball Club".
Do grupo faziam ainda parte estudantes liceais, da escola comercial e ainda marçanos do comércio. Principiaram por efetuar jogos com outros grupos, no Largo dos Colegiais e Rossio de S. Brás. Com o decorrer dos anos o grupo foi progredindo e os moços tornaram-se homenzinhos. Começaram a jogar contra as segundas categorias do Sport Vitória Académico, da Real Casa Pia de Évora, Empregados do Comércio, Sporting, Graça, União Eborense, Álvaro Gaspar ou os Pedestrianistas.
Note-se a curiosidade de o clube ter sido fundado no dia onze do mês onze de 1911 e de o futebol, a modalidade que mais o notabilizou, se jogar com onze jogadores. Acresce que a sua primeira sede se situava na Travessa da Bola, n.º 11.

### Primeiras Vitórias
Em 1917/18 ganha o seu primeiro Campeonato da Cidade de Évora, ainda organizado pela Liga Eborense de Foot-Ball.
No dia 4 de setembro de 1925, na Esplanada do Eden Teatro, em Assembleia Geral, foi resolvido alterar o nome, com a substituição da palavra "Futebol" pela de "Ginásio", ficando a partir dessa data com a designação atual, Lusitano Ginásio Clube sob o lema "Fazer Forte Fraca Gente".
Antes de existirem competições nacionais, as provas futebolísticas eram essencialmente locais, disputadas entre equipas da mesma cidade ou da mesma região. O Lusitano desde muito cedo mostrou que tinha nascido para lutar por vitórias. 
Em 1921, a Federação Eborense dos Sports começou a organizar o campeonato local tendo-se o Lusitano proclamado campeão de Évora bisando em 1921/22, 1922/23. A partir de 1926 é criada a Associação de Futebol de Évora, como associação de âmbito distrital, devidamente filiada na FPF e nos moldes que hoje a conhecemos e foi a partir daí que o Campeonato Distrital de Évora deixa de ser oficioso. O Lusitano vence as três primeiras edições, 1926/27, 1927/28, 1928/29). Após o reconhecimento do Campeonato Regional de Évora por essa altura, as equipas de Évora puderam começar a disputar qualificações para o Campeonato de Portugal competição disputada desde 1922 e que apurava o campeão nacional.

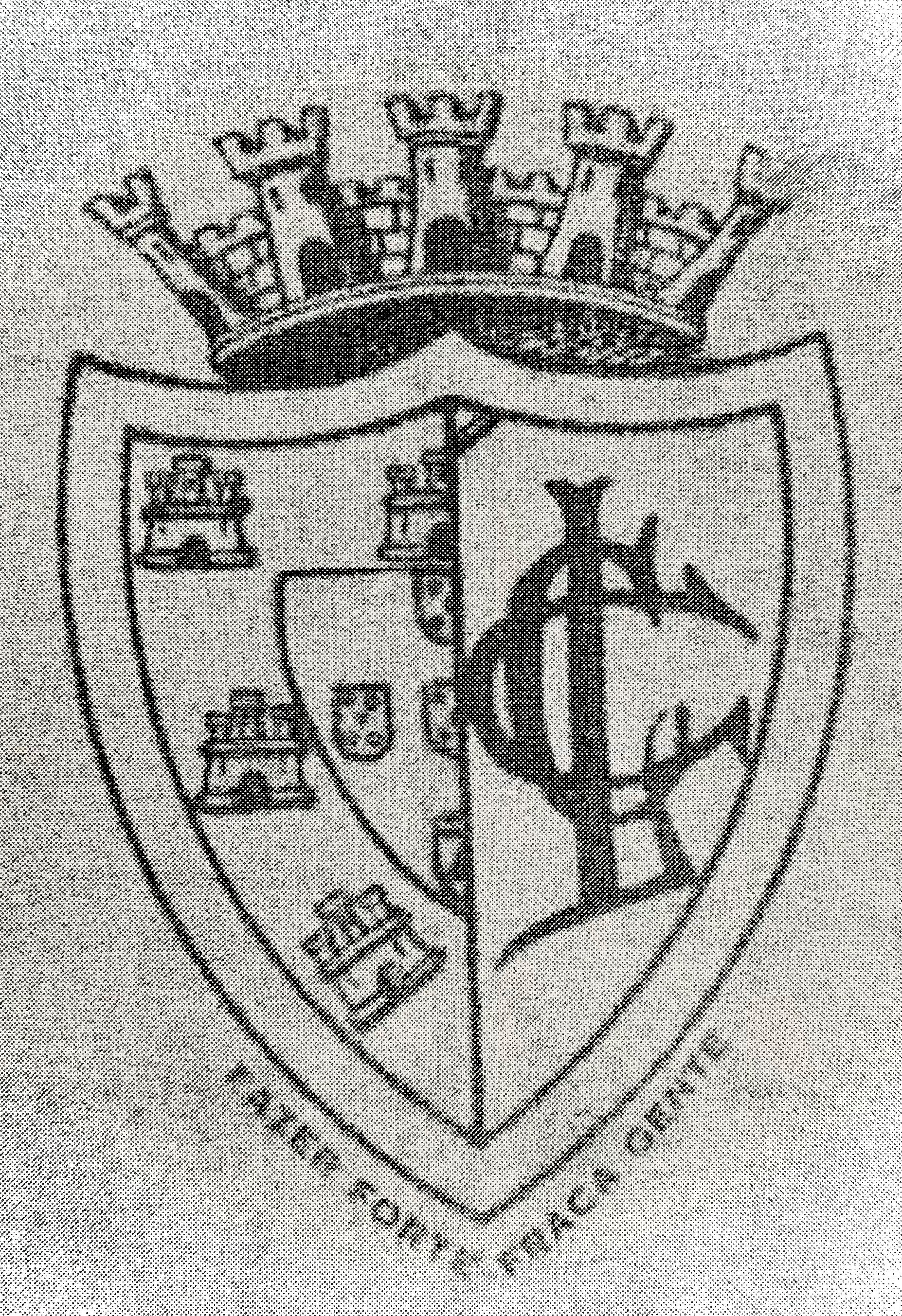
Primeiro Emblema do Lusitano Ginásio Clube

Em 1928/29, por fim a Associação de Futebol de Évora teve a oportunidade de enviar primeira vez um representante ao Campeonato de Portugal e este é o campeão regional, Lusitano Ginásio Clube. Para apurar o representante alentejano o clube enfrentaria a prestigiada equipa do Luso de Beja, vencendo por 7-1 e apurando-se para a primeira eliminatória, na qual seria eliminado pelo Vitória de Setúbal. O clube participa ainda em todas as edições entre 1929/30 e 1933/34. A melhor prestação deu-se na época 1930/31. Nesse ano o Lusitano começa a qualificação eliminando os rivais da cidade SL Évora e Juventude, qualificando-se depois para o fase a eliminar onde teve uma passagem direta para os oitavos de final uma vez que o seu adversário Sporting se recusou a participar em virtude de conflitos entra a FPF e AFL. Nos oitavos de final calhou em sorte o SC Salgueiros, ultra favorito, mas os lusitanistas levariam a melhor com uma vitória em Évora por 3-2 e um empate 1-1 arrancado no campo do Amial, no Porto. Atingiu assim os quartos de final tendo apenas caído frente ao Benfica.
Nos anos 30 o clube também não dava mostras de desacelerar na Associação de Futebol de Évora, reclamando o título de 1930/31 e mais um tricampeonato (1932/33, 1933/34, 1934/35). Com Inácio Serrano na baliza e Ricardo Sertório Oliveira a comandar a defesa, o Lusitano tinha nos médios António Caeiro e António Pedro Mira as traves mestras do meio campo no apoio ao um quinteto ofensivo que ficou na memória do futebol na cidade constituído por Manuel Peixoto "Xôrra", Fausto de Souza, José Teles, o malogrado António Filipe "Tonica" e Manuel Branco.
No ano de 1931 haveria de ser chamado à seleção nacional de futebol o primeiro jogador do Lusitano. A 28 de março de 1931 o selecionador nacional Tavares da Silva convocou o defesa esquerdo Ricardo Sertório Oliveira "Monginho" para um jogo contra a Itália cidade do Porto.
O clube venceria ainda os títulos de 1939/40 e 1940/41, mas começava a desenhar-se um futuro mais ambicioso no horizonte, com os olhos postos nos campeonatos nacionais que começavam a dar os primeiros passos em Portugal e cuja participação deixaria de estar autorizada apenas aos clubes das associações de futebol de Lisboa, Porto, Setúbal e Coimbra. Já em setembro de 1945, no jornal A Bola, Cândido de Oliveira (que chegou a escrever para o boletim do Lusitano) saudava e defendia em crónica o alargamento dos campeonatos nacionais, que nessa época viram, por exemplo, aumentar o campeonato nacional de 10 para 14 equipas, possibilitando assim um acesso real a equipas mais pequenas e da província ao principal escalão, com vista ao desenvolvimento do desporto rei em Portugal. Nos anos 30 e 40, o Lusitano seria quase sempre presença assídua na segunda divisão nacional.

### Anos de glória

#### Campeões Nacionais da II Divisão
No início da década de 50 do século XX, o Lusitano começou a pôr os olhos em voos mais altos e atacar uma subida à primeira divisão. A primeira tentativa quase bem sucedida dá-se em 1950/51 com o treinador italo-argentino Anselmo Pisa ao comando da equipa e reforços como Duarte e Teixeira da Silva do Belenenses (autor do primeiro golo que o Real Madrid sofreu no Estádio Santiago Bernabéu aquando do respetivo jogo de inauguração). O Lusitano venceu a sua Zona e ultrapassou igualmente a II Fase, mas não conseguiu impor-se na Fase Final. No ano seguinte chegam ao clube reforços como os argentinos Valle e Vicente Di Paola, ex-jogadores da AS Roma, o guineense Flora, Pepe, Domingo (ex-Oviedo e Atlético de Madrid) e sobretudo Dinis Vital que se tornaria uma das maiores estrelas do Lusitano.

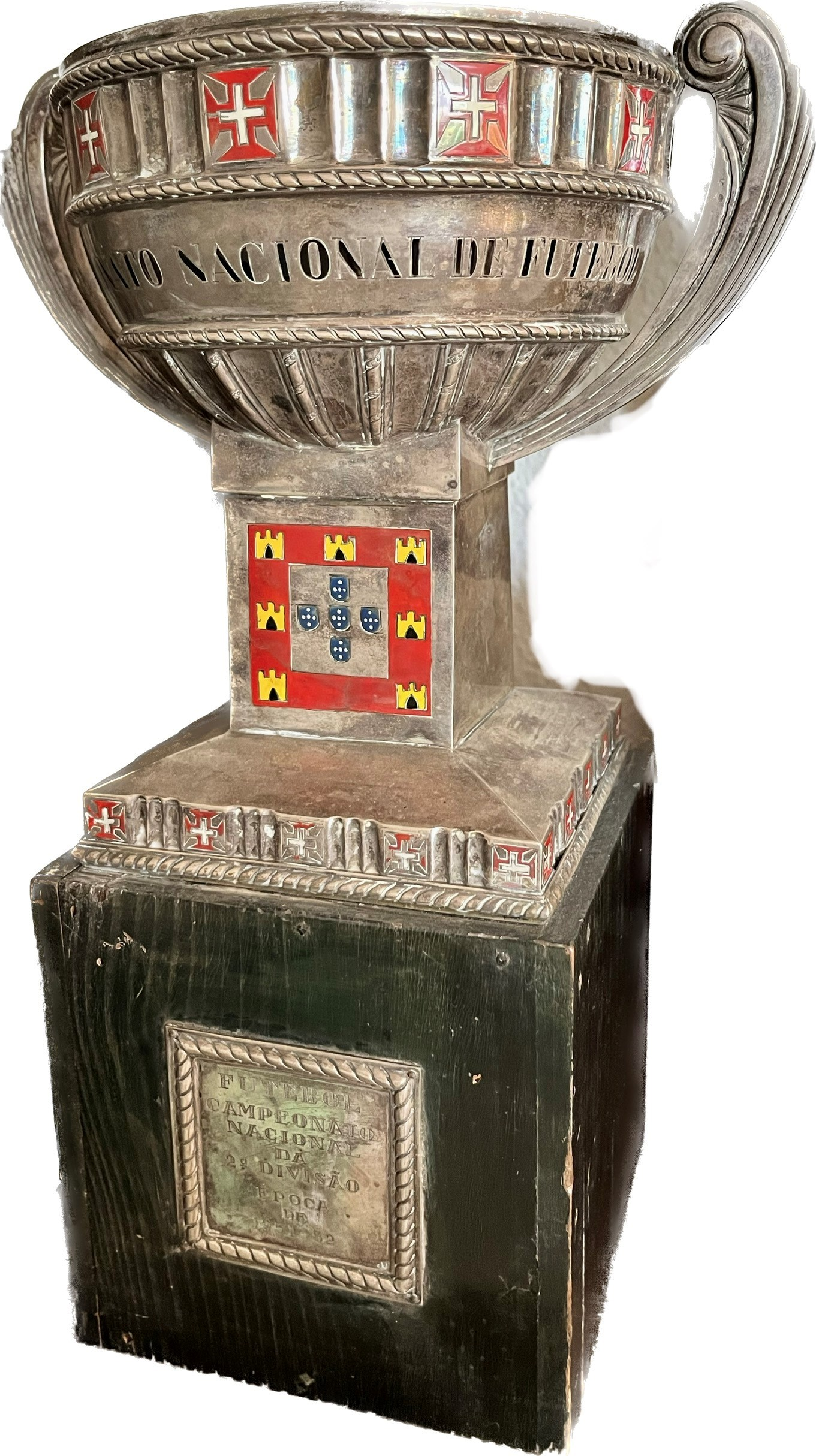
Taça II Divisão Nacional

Na época 1951/52 consegue a tão ambicionada promoção. Embora não tenha vencido inicialmente a sua série na primeira e segunda fases, na fase final, onde realmente importava, o Lusitano impôs-se ao União de Coimbra, ao Torriense ao Vitória de Setúbal e sagrou-se Campeão Nacional da II Divisão 1951/52. Foi um momento de celebração e júbilo únicos em Évora, com celebrações na famosa Praça do Geraldo após o empate a zero entre eborenses e sadinos no Campo Estrela, que selava em definitivo a subida ao escalão maior do clube alentejano. Centenas de pessoas participaram na festa comemorativa realizada na Herdade do Vale de Moura.

#### Os primeiros tempos entre os grandes
O clube reforçou-se em agosto de 1952 com elementos como o ex-benfiquista Augusto Batalha, o internacional português Patalino proveniente do O Elvas e José Pedro Biléu, contratado ao Luso Morense, que se tornaria nos anos seguintes no maior goleador da história do clube até aos dias de hoje.

##### O tomba gigantes do campeonato

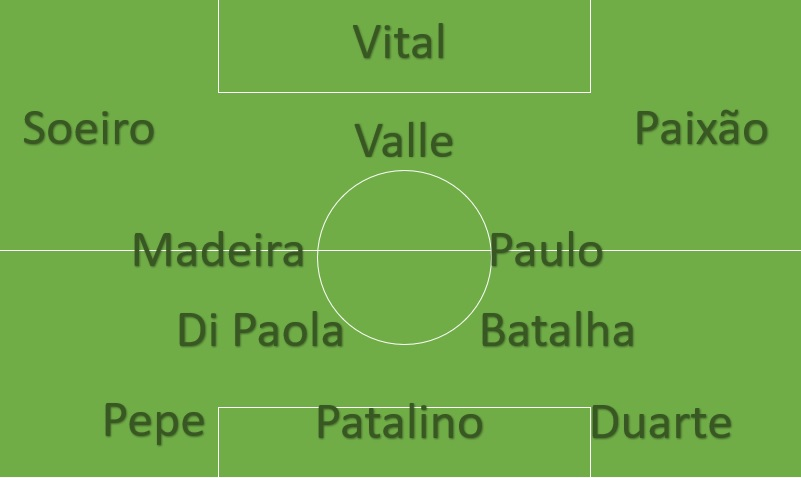
Alinhamento de estreia do Lusitano na 1ª Divisão em 1952

O primeiro jogo do Lusitano na primeira divisão ocorreu no dia 28 de Setembro de 1952, na Amoreira, frente ao Estoril Praia, antigo clube de Anselmo Pisa. De véspera a direção organizou um beberete comemorativo na Casa do Alentejo em Lisboa. O clube da linha ofereceu um galhardete comemorativo da estreia do mais recente primodivisionário. Os alentejanos apresentaram-se com uma vitória por 1-0 na estreia. O jornal "A Bola", na sua edição de 29 de Setembro chamava à capa "Estreia auspiciosa do Lusitano de Évora". À sexta jornada o Lusitano era líder do campeonato após uma vitória  por 2-0 no Campo Estrela contra o bicampeão Sporting, resultado que permitiu voltar à liderança isolada, feito que nunca mais foi igualado por uma equipa recém promovida à primeira divisão. Poucos dias, antes do natal, à décima jornada, uma vitória por três bolas a zero frente ao FC Porto, fazia dos dragões o segundo "grande" a sair derrotado do Campo Estrela. O jornal A Bola chamou-lhe o "Tomba Gigantes" do campeonato. Anselmo Pisa suspenderia o seu consulado à frente do clube por motivos de saúde em março de 1953, sendo substituído pelo jogador-treinador e coordenador das escolas de jogadores do clube, Domingo García y García para a reta final da temporada. A primeira participação saldou-se com um sétimo lugar tendo o clube andado sempre pela parte superior da tabela.

##### Meias finais da Taça de Portugal
Na sua época de estreia entre os grandes o Lusitano estreou-se também na Taça de Portugal onde atingiu logo as meias finais da edição de 1952/53, já com Domingo ao comando da equipa. Nos oitavos de final os eborenses golearam nas duas mãos o Sporting de Braga (0-4 em Braga e 4-1 no Campo Estrela) e empataram com o Sporting 2-2 em Alvalade, tendo o Sporting sido eliminado por falta de comparência na segunda mão, uma vez que desistiu da prova, de modo a poder preparar a sua participação na Taça Latina, que iria disputar em casa. A carreira do Lusitano terminaria nas meias-finais frente ao FC Porto. Depois de derrota nas Antas por 4-1, a vitória por apenas 1-0 no Campo Estrela não foi suficiente para chegar ao Jamor.

##### Época de consolidação com toque espanhol
Na época seguinte, 1953/54, ano em que o Sporting conquistou um inédito tetra do futebol português, Domingo García y García continuou a orientar a equipa, tendo trazido reforços como Luís Valle do Athletic de Bilbao e Miguel Bertral do Real Jaén. Para o meio campo foi ainda contratado Veríssimo Alves ao Sporting. Entre as saídas de vulto o argentino José Valle transferiu-se para o FC Porto e o algarvio Jaime Madeira também abandonou o clube estabelecendo-se no Congo Belga. A época começou mal com duas derrotas, mas na terceira jornada já houve uma saborosa vitória frente ao Porto que foi o único ponto de destaque numa época com muitas derrotas e em que a equipa andou sempre na parte baixa da tabela, terminando no décimo lugar. A temporada periclitante do clube fez com que o antigo selecionador nacional Tavares da Silva pegasse no comando técnico da equipa nas últimas jornadas, por forma a assegurar a permanência. Na Taça de Portugal o desempenho ficou-se pelos oitavos de final, tendo o Lusitano sido eliminado pelo finalista Vitória de Setúbal.

##### Regresso de Cândido e eliminação do Porto na Antas

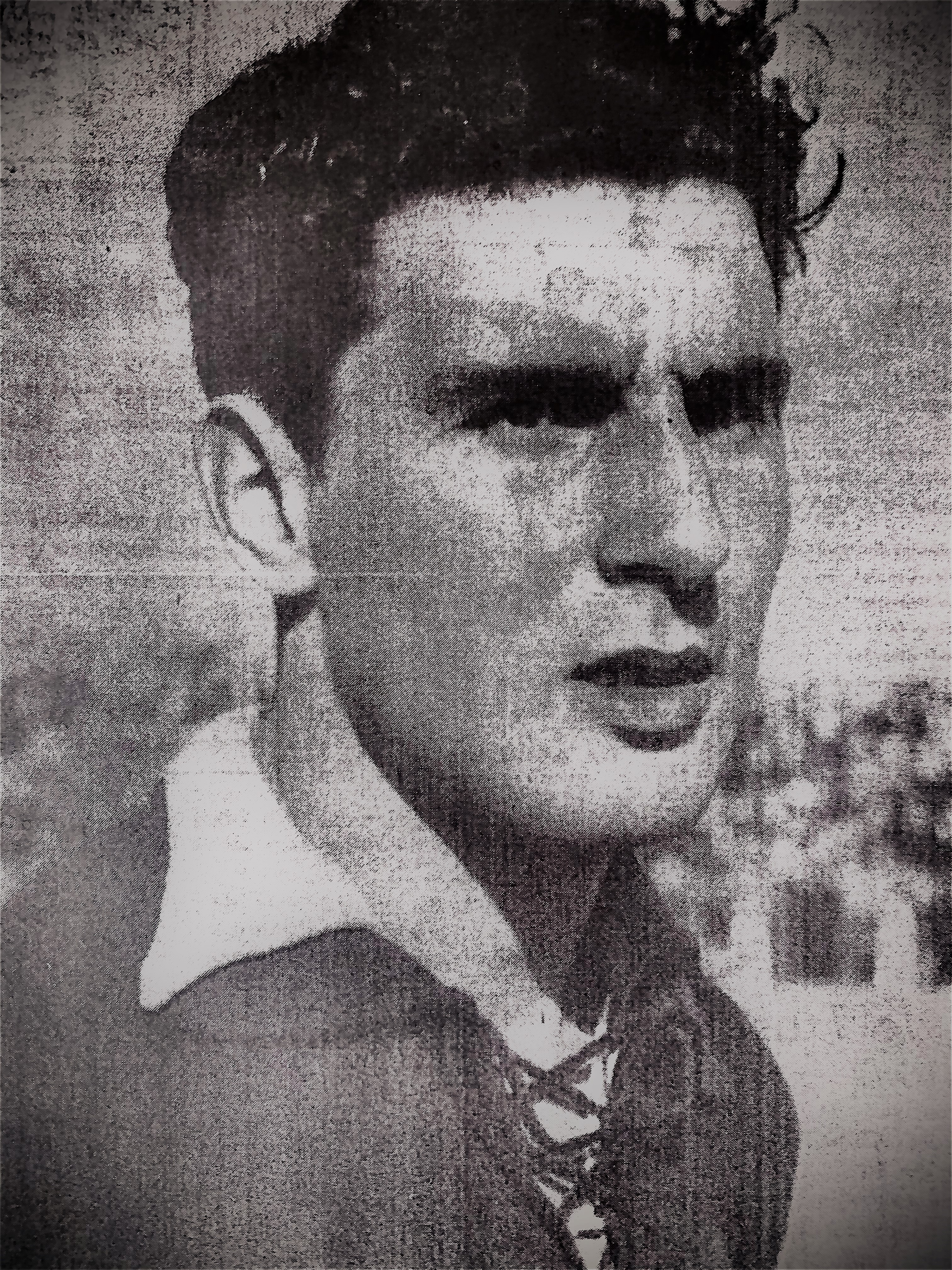
Dinis Vital, a grande figura dos anos na Iª Divisão

Para a época 1954/55 o Lusitano assegurou o regresso de Cândido Tavares como treinador, vencedor da Taça de Portugal de 1952. Impor-se-ia nessa época um jovem de 22 anos do Redondo de seu nome Falé, que se estabeleceria definitivamente na primeira equipa e Caraça (formado no rival Juventude e no Benfica) que acompanhou Cândido Tavares na mudança desde o Minho e contribuiria com 10 golos nesta campanha e muitos mais nas épocas seguintes. Aliás, esta última transferência levou a que o Vitória de Guimarães cortasse relações com o Lusitano. Tavares começou o campeonato com uma vitória por 2-1 no Campo Estrela frente à equipa que tinha dirigido na época anterior, o Vitória de Guimarães. Nas três jornadas seguintes derrotas com os três grandes, duas pesadas nas Antas e em Alvalade e uma derrota caseira com o Benfica. Uma vitória caseira contra o Boavista deu algum oxigénio à equipa, mas a primeira volta não foi fácil com oito derrotas e nos primeiros jogos só ganhou ao Vitória de Guimarães e ao Boavista que acabariam por descer de divisão. O pontapé na crise foi dado à décima quinta e décima sétima jornadas, com duas vitórias sobre o Sporting e FC Porto no Campo Estrela. No dia 1 de dezembro de 1954, o Lusitano foi um dos muitos clube nacionais que integrou a parada de mais de 3000 atletas de 54 clubes desportivos presentes na inauguração do Estádio da Luz, sendo representado por uma enorme comitiva orientada por Cândido Tavares (ex-atleta e treinador de ambos os clubes) e cujos porta-estandartes eram Patalino, o ciclista Henrique Pires e o lendário Ricardo Monginho, transportando uma faixa onde se podia ler "O Lusitano de Évora saúda o Benfica" e encabeçando uma comitiva de dezenas de atletas do clube incluindo a maior parte do seu plantel principal, bem como o piloto de Fórmula 1 António Borges Barreto e o campeão de salto à vara Augusto Cabeça Ramos. Com um fim de temporada irregular a permanência foi assegurada na penúltima jornada com um empate a zero em Setúbal e uma goleada por 4-1 diante do Sporting de Braga na última. Esta época foi também aquela em que Vital se fixou definitivamente como guarda redes terminando a alternância com Martelo.
Nesta época o clube chegou aos quartos de final da Taça, tendo eliminado nos oitavos de final o FC Porto em pleno estádio das Antas, por 2-0, golos de José Pedro e Caraça. Os eborenses perderiam depois nos quartos de final com o Sporting no Campo Estrela, onde os leões nunca tinham vencido antes em jogos oficiais.
Ainda nesta época pela primeira vez um jogador do Lusitano estreava-se com a camisola da quinas. José Pedro Biléu alinhou a titular num jogo contra a Inglaterra no Estádio das Antas, no dia 22 de Maio de 1955.
A 5 de junho de 1955 começaram os trabalhos de arrelvamento do Campo Estrela. O programa foi assinalado solenemente com uma apresentação no campo de componentes das várias modalidades sendo depois disputada uma partida de futebol entre as escolas do clube e a "reserva e categoria de honra", ambas as equipas sob a direção de Cândido Tavares. No final da partida foi feita ainda uma entrega dos diversos troféus conquistados pelo clube na época. No final do evento começaram os trabalhos.

##### De Moçambique a Évora e relva no Estrela
No dia 2 de Junho de 1955, o jornal A Bola anunciava a contratação do treinador Severiano Correia, que regressava à metrópole depois de seis anos em Moçambique com o Ferroviário e Desportivo. O treinador franzino que tinha aprendido a ler num jornal desportivo, tinha acabado de desembarcar em Lisboa e assinaria contrato com o Lusitano para a temporada 1955/56. Nessa época, os reforços foram o ex-benfiquista José da Costa e Marciano do Sporting da Covilhã. Nas primeira jornadas o Lusitano teve que negociar com diversos clubes uma inversão dos jogos fora e em casa, uma vez que os trabalhos de arrelvamento do Campo Estrela se prolongavam. O futebol produzido pela equipa não foi tão ofensivo como nas épocas anteriores mas verificou-se uma maior consistência defensiva traduzido por exemplo no primeiro empate arrancado no Estádio da Luz. Na Taça de Portugal o clube ficou-se pelos oitavos de final, tendo sido eliminado pelo Barreirense. No final da época e mais de trinta golos depois, o lendário Patalino despediu-se do clube com 34 anos.
No dia 27 de Junho de 1956 foi realizado o primeiro jogo noturno, com iluminação provisória, sendo disputada a «Taça Cidade de Évora» e tendo o Lusitano vencido a equipa do Oriental por 4-0. 

##### Os primeiros campeões do Fair-Play

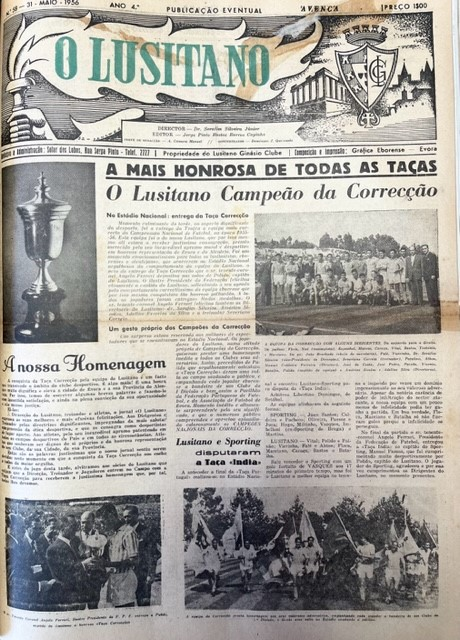
Taça Correcção

O Lusitano foi galardoado pela Federação Portuguesa de Futebol com a Taça Correção, entregue pelo seu presidente Tenente-Coronel Ângelo Ferrari ao capitão Francisco Polido, no estádio do Jamor, antes da final da Taça de Portugal de 1955/56, com direito a uma volta olímpica ao Estádio do Jamor, empunhando cada jogador do Lusitano uma bandeira de um clube da primeira divisão.
No final da temporada 1957/58 o periódico Mundo Desportivo atribui pela primeira vez um troféu de fair-play às equipas mais disciplinadas dos campeonatos nacionais da 1.ª, 2,ª e 3.ª divisões. O Lusitano Ginásio Clube torna-se assim, após 100 jogos sem sanções disciplinares, o primeiro clube português a conquistar este galardão. Ademais, na sequência das suas melhores temporadas na 1.ª Divisão.
José Pedro voltou a somar mais uma internacionalização pela seleção nacional, desta vez frente à Turquia, no dia 25 de março de 1956, no Estádio Nacional.

### A era de Otto Bumbel

#### A melhor classificação de sempre
Em Julho de 1956 foi contratado o treinador brasileiro e antigo selecionador da Honduras, Otto Bumbel, um homem que conduziria o Lusitano a algumas das suas melhores exibições de sempre e às duas melhores classificações que o clube obteria, com um quinto lugar na primeira época e um sexto na segunda. Entre essas exibições saliente-se uma goleada por 7-3 no estádio da Tapadinha, vitórias sobre o Sporting (2-1) e FC Porto (3-2) em Évora com um inesquecível hat-trick de Flora ou uma goleada ao Vitória de Setúbal por 4-1 em 1956/57.  
Já na época seguinte o grande destaque vai para a goleada por 4-0 aplicada ao campeão nacional Benfica por 4-0 no Campo Estrela. Veteranos como Martelo e Patalino saíram, mas entrou talento centro-americano com os internacionais hondurenhos José "El Conejo" Cardona e Justo Willfred García, além do reforço cabo-verdiano, "Du Fialho" vindo do Benfica que acrescentou uma qualidade superior nas alas tanto direita como esquerda e seria figura de proa nesta era. A defesa com Vital, Teutónio, Falé, Polido e Paixão consolidava-se e metia respeito a qualquer frente ofensiva adversária. 
Bumbel despertou de imediato a cobiça de grandes clubes e acabaria por assinar pelo FC Porto no final do campeonato, vencendo de imediato a Taça de Portugal  nessa mesma época pela equipa portuense, numa final contra o Benfica de Otto Glória, no duelo que ficou conhecido como "Otto contra Otto". 
Nesse ano o Lusitano participou ainda na inauguração do Estádio do Restelo, representado pela sua equipa de futebol e tendo feito furor a secção lebreira com o seu desfile de galgos.

#### Puskas com a camisola do Lusitano
Em novembro de 1957, aproveitando uma pausa competitiva da seleção espanhola que se encontrava envolvida nas eliminatórias de qualificação para o Mundial de 1958, o Lusitano foi convidado a disputar um desafio amigável em Espanha. Os responsáveis do Real Madrid propuseram um jogo de teste em Chamartin no dia 10 de novembro de 1957, com o primeiríssimo campeão português do Fair-Play e que tinha obtido a brilhante classificação de 5.º lugar em Portugal. Já meses antes o Lusitano tinha empatado com o Betis 1-1 em Sevilha. Os responsáveis madrilenos dispuseram-se a pagar a deslocação e as despesas, foram feitos galhardetes alusivos e inclusivamente Ferenc Puskas alinharia pelo conjunto português. No entanto, o jogo não se realizaria porque o Barreirense se recusou a adiar o jogo da décima jornada do campeonato nacional. O Lusitano não pode jogar com o Real Madrid nesse dia, em que acabou por vencer o Barreirense por 3-1 e cortou relações com o clube do Barreiro.

#### Três internacionais contra a Espanha
No dia 13 de abril de 1958, num jogo entre seleções BB de Espanha e Portugal o Lusitano foi o clube mais representado no onze inicial, com as presenças de Dinis Vital, Francisco Polido e José Pedro Biléu.

### Lorenzo Ausina e nova meia-final da Taça
Para substituir Bumbel foi contratado o treinador valenciano Lorenzo Ausina, vindo do Barreirense, tendo chegado também com ele o defesa paraguaio Melanio Olmedo vindo do Barcelona. O consulado de Ausina ficou recordado sobretudo pela chegada à segunda meia-final da Taça de Portugal na história depois de eliminados a Oliveirense, Torriense e Marítimo, o Lusitano voltou a cair outra vez, como seis anos antes, nas meias-finais frente ao FC Porto de Bela Guttmann, recém proclamado novo campeão nacional.
Em 1959 foi também obtida a primeira e única internacionalização de Dinis Vital, num particular frente à Suíça em Genebra.  

### O projeto falhado da SAD
No dia 14 de julho de 2016, foi criada uma Sociedade Anónima Desportiva (SAD). O clube transferiu a gestão de direitos profissionais de futebol para essa entidade recém-criada, ficando apenas com 10% da quota de gestão da SAD. O objetivo principal era trazer o Lusitano de volta aos grandes palcos, mais uma vez. No entanto, o acordo entre Lusitano Ginásio Clube e Lusitano Ginásio Clube, SAD foi "enfraquecendo" criando uma relação cada vez menos harmoniosa entre clube e a administração da SAD. Na época desportiva 2018/19 o clube assumiu os encargos com a equipa de futebol sénior e conseguiu mesmo perante todas as dificuldades financeiras vencer o campeonato distrital, conquistando a subida aos campeonatos nacionais. Na época desportiva 2019/20 a administração do Lusitano Ginásio Clube, SAD decidiu voltar a apostar no futebol do Lusitano e assumiu a equipa no Campeonato de Portugal, criando assim um litígio grave entre clube e SAD.

### O #Renascimento
Assim em setembro de 2019 o Lusitano Ginásio Clube separou-se da SAD e inscreveu-se na segunda divisão distrital. Com a esmagadora maioria dos jogadores campeões e com uma recém eleita direção liderada por Pedro Caldeira, disputou a 2ª Divisão (Liga AFE) da Associação de Futebol de Évora, tendo conquistado no final dessa época a subida à Liga Elite. Na época 2020-21 o Lusitano classificou-se em 2º lugar na Liga Elite, uma vez que o campeonato foi suspenso devido à pandemia de Covid-19. Já a equipa do Lusitano Ginásio Clube, SAD, foi despromovida do Campeonato de Portugal para essa mesma Liga Elite. Não tendo condições desportivas nem jurídicas para se inscrever na competição distrital, a referida SAD entrou em insolvência em 2022.

#### Tripleta na AF Évora 2021/22

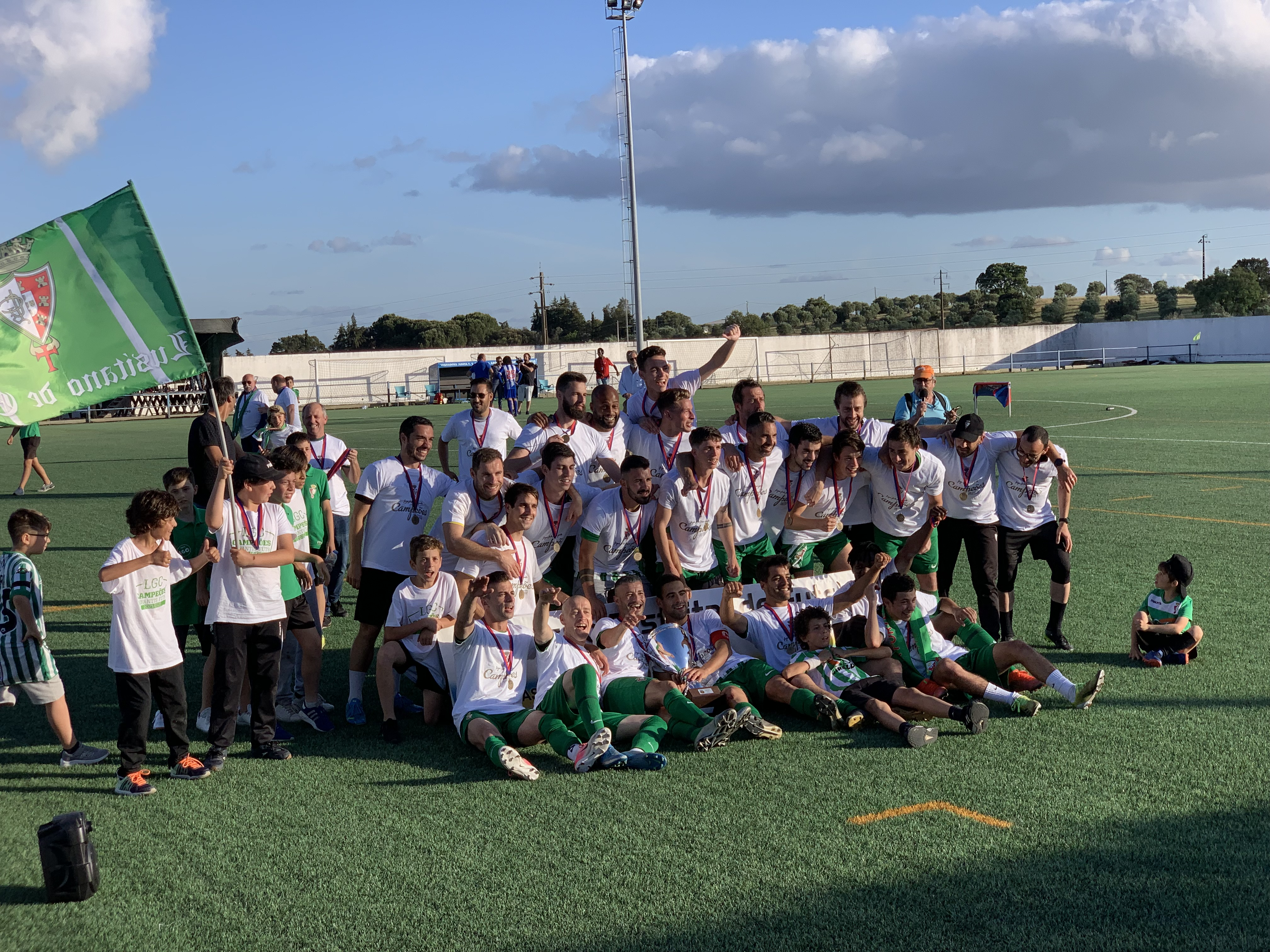
Lusitano campeão 2021/2022

Após a desilusão da época 2020/21, em que o clube se viu impedido de disputar a subida de divisão devido à suspensão do campeonato por decisão da AF Évora em virtude da pandemia de Covid-19, o Lusitano apresentou-se para a temporada 2021/22 com sede de vitória, tendo muito cedo conquistado trunfos decisivos no Campo Estrela e fora de portas, com destaque para um vitória em Vendas Novas face ao Estrela FC  logo na 1.ª jornada. No dia 15 de maio de 2022, no Campo 25 de abril em Santiago do Escoural frente ao Estrela local, o Lusitano conquistou o seu 15.º título da AF Évora, prova que liderou em praticamente todas as jornadas, mas com uma perseguição sem tréguas do Atlético de Reguengos que se classificou em segundo lugar apenas um ponto atrás do campeão. O clube regressou assim aos campeonatos nacionais, doze anos depois, para competir no Campeonato de Portugal de 2022/23. Vitor Martelo (neto do antigo guarda redes Manuel Martelo) apontou 40 golos nesta época em todas as competições. No final da temporada o Lusitano conquistou ainda pela sexta vez a taça da AF Évora, (quinta desde que se chama Taça Dinis Vital). Venceu ainda a Taça dos Campeões relativa à época 2021/22, equivalente à Supertaça da AF Évora. Foi a primeira e até hoje a única vez que um clube do distrito de Évora venceu as três competições da A.F.E. 
Nélson Valente e o clube optaram no final da época por não continuar a relação contratual para a disputa do Campeonato de Portugal do ano seguinte.  
Regresso aos Campeonatos Nacionais
Na época 2022/23 o Lusitano disputou a série D do Campeonato de Portugal, um regresso aos campeonatos nacionais depois de 13 anos de ausência. Foi contratado o treinador João Nívea e o objetivo traçado era a manutenção, numa série que contava com emblemas históricos como o Fabril do Barreiro, o Atlético, o Olhanense, o Imortal e o rival Juventude. A equipa foi completamente renovada em relação à época anterior e apenas o médio nigeriano Charles Okwara e o avançado Vítor Martelo permaneceram na equipa. O clube teve um bom início de campanha com duas vitórias frente ao Fabril (em casa) e ao Olhanense (fora), não tendo perdido qualquer jogo e tendo obtido uma impressionante vitória no último minuto em casa do maior rival Juventude com um golo no último minuto. Esta série invencível durou até à surpreendente derrota à nona jornada com o antepenúltimo Ferreiras. Destaque na primeira volta para um empate que soube a pouco na Tapadinha frente ao Atlético. O clube passou o natal em primeiro lugar da sua série tendo contudo sofrido alguma quebra a meio da segunda volta com destaque para a derrota em casa frente ao rival Juventude por 0-1. Conseguiu ainda assim classificar-se no 2º lugar da série apenas um ponto atrás do vencedor Atlético. O Lusitano qualificou-se para disputar a fase subida da Liga 3 e foi colocado na Série 2, juntamente com o Atlético e as equipas sintrenses do Pêro Pinheiro e o 1.º de Dezembro. Esta participação não foi positiva uma vez que a equipa não estava preparada e não tinha sido construída para este objetivo, tendo conseguido apenas 1 ponto em 6 jogos fruto de um empate na última jornada.
No dia 17 de maio de 2023 foi anunciada a renovação de contrato com João Nívea por duas épocas. Para a época 2023/24 a equipa foi praticamente toda renovada, apenas ficando no plantel o avançado e capitão Vitor Martelo e o ala esquerdo Ruben Freire. Chegaram reforços experientes como o o guarda redes Marcelo Valverde e os centrais Cassiano Borges e Tiago Palancha. O clube reforçou-se ainda pescando no rival Juventude o lateral Marcos Soares, os médios Johnson Juah e Matheus Pranke, bem como o avançado colombiano Anthony Perez. Para o ataque chegaram os avançados Dida e Sele Davou, bem como Rafa Pinto a meio da temporada. A equipa manteve-se sólida e sempre tranquila em relação ao objetivo da manutenção. Teve inclusivamente um impressionante registo de apenas 9 golos sofridos em todo o campeonato e apenas duas derrotas, não tendo sofrido qualquer golo na Taça de Portugal (eliminação por grandes penalidades contra o Sp. da Covilhã após empate a zero). Estiveram invencíveis fora de casa. No entanto, uma quantidade excessiva de empates ditou que o clube ficasse a 3 pontos do segundo lugar, não conseguindo nesta época disputar a subida à Liga 3. No dia 10 de abril de 2024 o clube anunciou publicamente a rescisão amigável com João Nívea. Terminava assim uma era de dois anos em que o clube se conseguiu reerguer ao nível da equipa de futebol sénior.
No dia 2 de maio de 2024 foi apresentado no Campo Estrela, Pedro Russiano como novo treinador da equipa para a época 2024/25.

### Campeões nacionais, subida e excelente campanha na Taça
Na apresentação de Russiano como treinador as palavras do presidente foram inequívocas: "Os objetivos da equipa sénior para a próxima época são claramente lutar pelos dois primeiros lugares e a seguir fazer uma fase final que nos permita subir à Liga 3". Foram trazidos reforços de peso como Miguel Lopes, João Pinto, Tiago Batista e Martim Águas, Nesta época na fase regular apesar de uma luta titânica e sem margem para erros pelo topo da tabela com o Amora, Sintrense, Louletano e Moncarapachense, o Lusitano esteve sempre no pelotão da frente de forma segura e conseguiu qualificar-se para a fase subida na penúltima jornada em Sintra. Nessa fase o Lusitano venceu todos os jogos em casa e fora, estando à quarta jornada já com o objetivo de subida à Liga 3 conseguido e assegurada a presença na final do Campeonato de Portugal no Jamor. O Lusitano foi o melhor ataque e a melhor defesa das séries com 73 golos marcados e 19 sofridos. Não viram nenhuma cartão vermelho em toda a temporada e o defesa João Pinto que disputou 36 jogos não viu nenhum cartão amarelo. Miguel Lopes foi o melhor marcador da equipa com 19 golos.

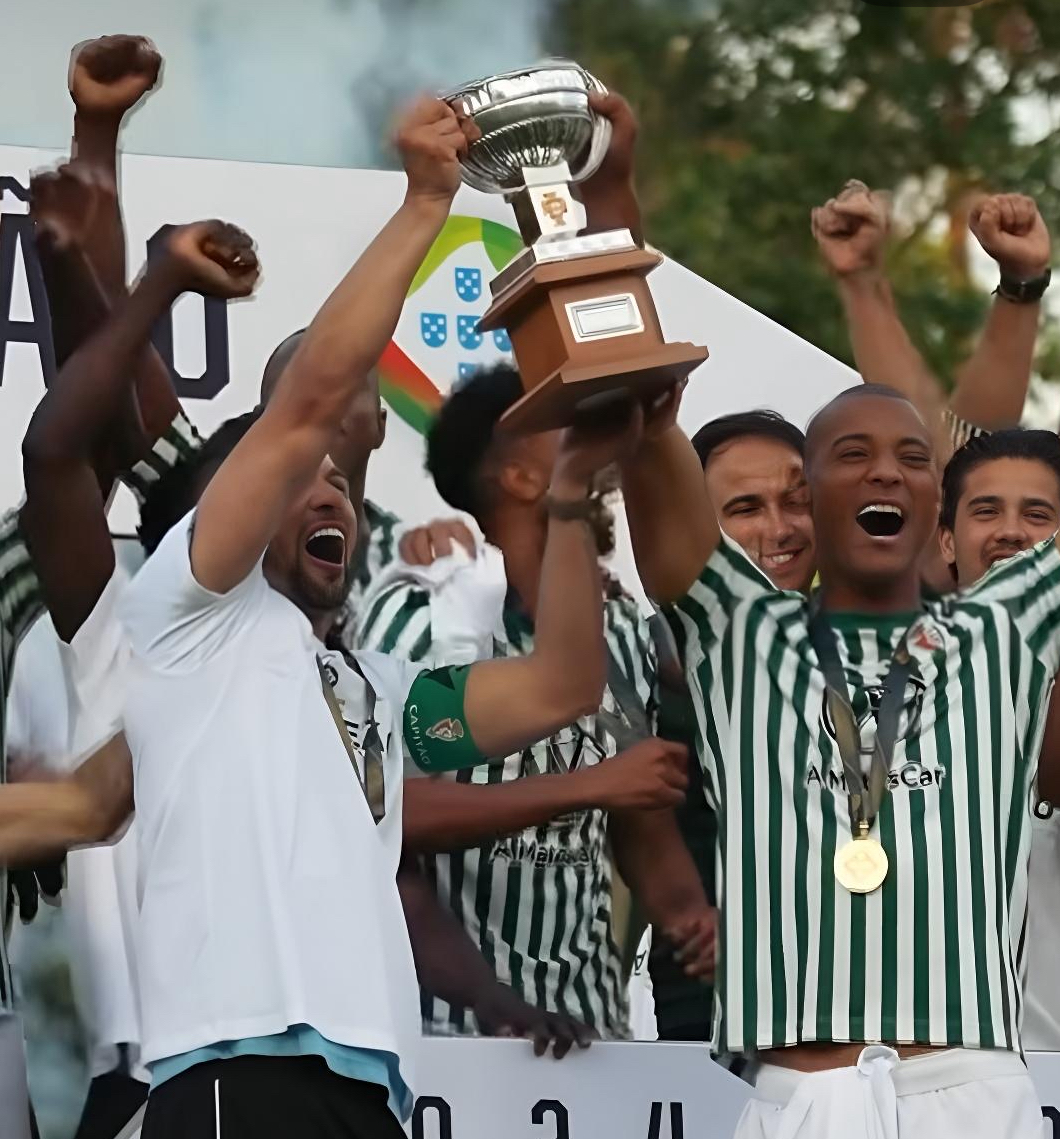
Cassiano e Marcelo levantam a Taça de Campeão de Portugal

No dia 14 de junho de 2025 o Lusitano disputou a final do Campeonato de Portugal contra o vencedor da Zona Norte, Vitória Sport Clube "B", no Estádio Nacional do Jamor. Após um golo furtuito do rival na primeira parte, fruto de um cruzamento pouco intencional, Miguel Lopes empatou aos 62 minutos levando o jogo para prolongamento onde o resultado já não se alteraria deixando tudo para a disputa por pênaltis. Aí brilhou mais alto o guarda redes Duarte Martins, que pegou de estaca na equipa à 20.ª jornada após lesão grave do capitão Marcelo. O jovem algarvio defendeu dois pênaltis dando o segundo título de campeão nacional da história ao clube. Foi uma jornada épica de lusitanismo com milhares de eborenses e alentejanos as encherem a bancadas do Estádio Nacional e em piqueniques pela mata do Jamor. No regresso a Évora já perto da meia-noite a equipa, treinadores e direção foram recebidos na varanda da Câmara Municipal e mostraram mais uma vez a Taça à multidão que os esperava. 
A esta brilhante prestação no campeonato seguiu-se uma não menos empolgante campanha na Taça de Portugal, já que depois de uma primeira ronda isentos, eliminaram o Académico de Viseu da II Liga e as equipa primodivisionárias do Estoril e do AFS, caindo apenas nos oitavos de final ante o Sporting de Braga na Pedreira, numa derrota por 2-1. Nessa jornada a Braga num dia de semana deslocaram-se mais de 500 lusitanistas em autocarros e comboios que silenciaram totalmente o Estádio local.   

### Liga 3
No início da temporada tornar-se-ia o primeiro clube do Alentejo a disputar a Liga 3. No entanto, Pedro Russiano não resistiu ao assédio do FC Penafiel da II Liga e decidiu mudar-se para o Norte do país. O clube apostou então em Ricardo Pessoa, um alentejano que foi uma lenda do Portimonense enquanto jogador e que já tinha uma interessante e curta carreira tendo levado o Lusitânia dos Ações dos regionais até à Liga 3 e tendo também assegurado a manutenção do Portimonense na II Liga. Os principais reforços da nova época foram os laterais Bernardo Prego e Eurichano Setila, o médio Botché Candé e os avançados Isnaba Graça, Angel Gomes e Franco Almara. O plantel e os novos equipamentos foram apresentados numa cerimónia em frente ao Templo Romano em Évora no dia 7 de agosto de 2025.  

### A aposta no futebol feminino
Seguindo uma aposta que já tinha vindo a ser feita com o Renascimento desde os escalões de formação e em linha com todas as dinâmicas do futebol nacional e internacional, o clube criou em 2023/24 uma equipa de futebol feminino sénior.
No dia 10 de fevereiro de 2025, a atleta do Lusitano Beatriz Ferro, foi convocada pelo selecionador Ivo Silva para a seleção nacional feminina sub-18, com vista disputar dois encontros com a Estónia, tendo somado duas internacionalizações, um das quais como titular e disputando os 90 minutos. 

## Condecorações e Símbolos

### Distinções
O Lusitano Ginásio Clube é Oficial da Ordem Militar de Cristo desde 5 de Outubro de 1932, bem patente no emblema do clube e integrante do mesmo desde então, Medalha de Bons Serviços Desportivos, Medalha de Mérito Desportivo, Medalha de Bons Serviços da Federação Portuguesa de Ginástica e Louvado pela Câmara Municipal de Évora. É ainda Membro Honorário da Ordem do Infante D. Henrique, desde 28 de janeiro de 1987.
No dia da cidade, a 29 de junho de 2025, o Lusitano recebeu da Câmara Municipal de Évora, a Medalha de Mérito Municipal Classe Ouro, pelo seu percurso histórico e memorável e no ano em que o clube se sagrou Campeão Nacional ao vencer o Campeonato de Portugal em seniores masculinos, garantindo dessa forma, a subida à Liga 3. 

### Lema

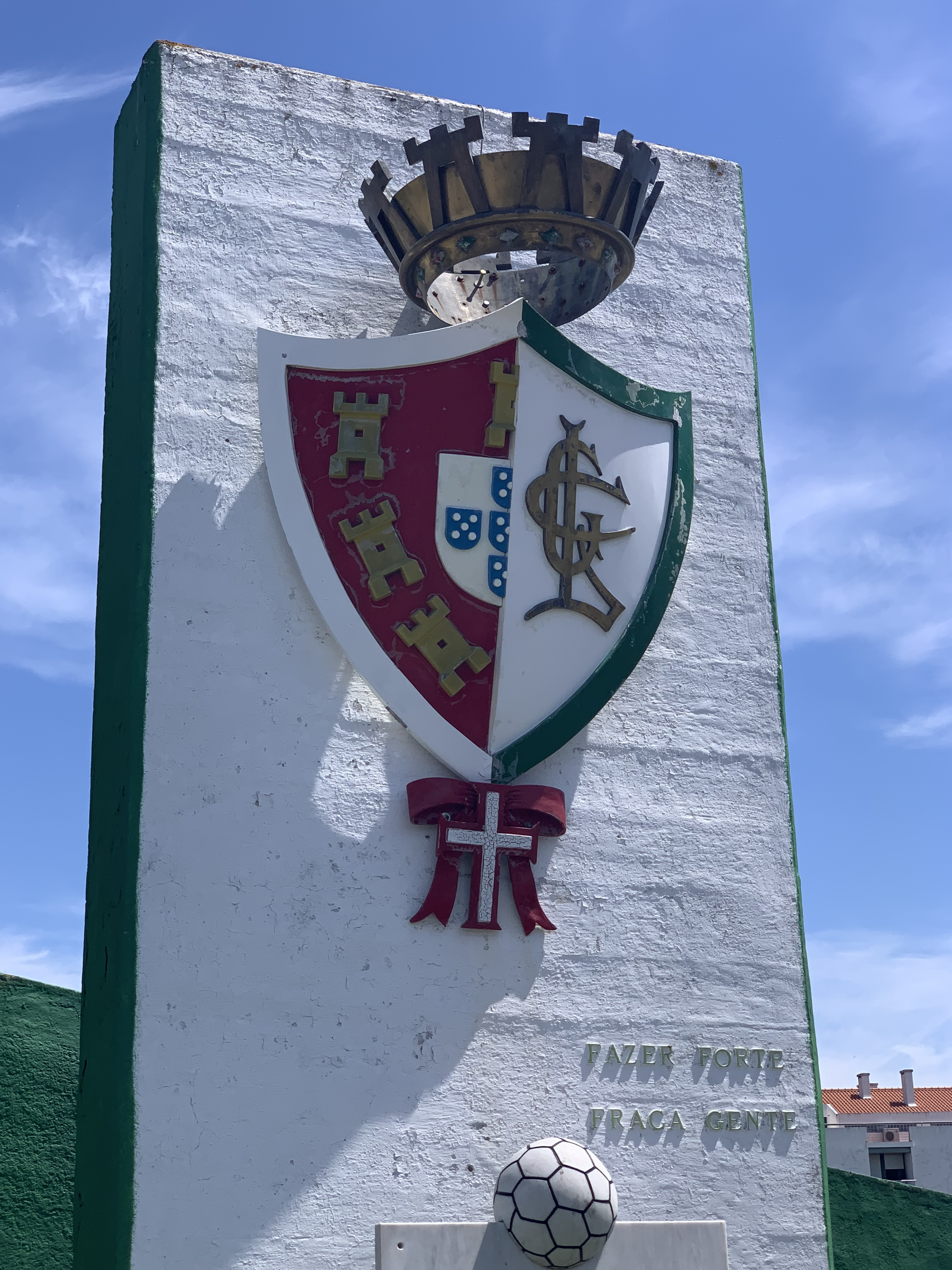

O lema do clube é "Fazer forte fraca gente".

### Emblema
Em termos heráldicos o emblema do clube é constituído por um escudo em formato ogival, com chefe recortado. Tem dois campos partidos ao meio sendo que do lado esquerdo, com orla prata, ostenta as armas portuguesas e no segundo o monograma com as inicias LGC em letras estilo liberty douradas, com orla verde. Este escudo tem por cima uma coroa mural com cinco torres. A presença das armas nacionais resulta dos desígnios patrióticos fundacionais ao passo que a coroa mural representa a cidade onde o clube teve berço. A partir de 1932 o emblema do clube ostenta na sua parte inferior um laço que tem brocante a Cruz da Ordem de Cristo que foi justamente atribuída ao clube no referido ano.

### Hino do Clube
O hino do clube foi composto em 1926 pelo poeta Celestino David, figura incontornável da cultura eborense.
Camaradas da luta e do sonho
Companheiros no mesmo ideal
Entoemos um canto risonho
Que levante, a cantar, Portugal
Exaltemos a força que dá
A alegria, a saúde, o valor...
Pois com eles um dia virá
Outra vida, outro sol, outro amor
Sem intuitos de guerras e lida
Em batalhas que o ódio revela
Recordemos as forças e a vida
Num anseio de vidas mais belas. 

## Estádios

### Campo Estrela
O Campo Estrela foi inaugurado a 15 de Junho de 1914. É o terceiro campo de futebol mais antigo do país ainda existente, apenas ultrapassado pelo Estádio do Bessa (1911) e pelo Campo da Constituição (1912), ambos no Porto.
O estádio é um marco histórico de Évora e, ao contrário da crença popular, não está apenas associado ao Lusitano. A génese da sua construção está umbilicalmente ligada à eclosão do desporto na cidade e foi o primeiro local permanente dedicado à prática de desportos atléticos, como foi chamado. A iniciativa de construção partiu do Ateneu Sport Eborense, fundado a 15 de Junho de 1913 por um grupo de atletas que tinha deixado o Sport Vitória Académico e que arrendou o local, chamado de Ferragial da Estrela, durante quinze anos para construir uma instalação de futebol e atletismo (em menor medida tiro e hipismo). Ao longo dos anos, o futebol ultrapassou claramente todos os outros desportos. Em 1922 o Ateneu desistiu e o seu presidente, Emídio Crujeira de Carvalho, entregou todos os seus bens e equipamento desportivo ao Lusitano, pondo assim termo ao arrendamento. Em 1926, o local foi arrendado por outro clube, o Ginásio Club Eborense e sofreu algum abandono. Este clube também desistiu 2 anos mais tarde e o Lusitano começou a arrendar o Campo Estrela para a sua participação no Campeonato de Portugal. Saliente-se que durante praticamente toda a década de 20 vários clube de Évora como o SL Évora, Farrobense, Sporting Eborense, Académica de Évora ou Alentejo FC usaram o Campo Estrela para a disputa dos seus jogos em casa para os vários campeonatos da cidade e do distrito que eram disputados.. Pode dizer-se sem grande favor que Campo Estrela foi até 1931 o grande recinto desportivo da Cidade, servindo, por outras, palavras, de Estádio Municipal.  

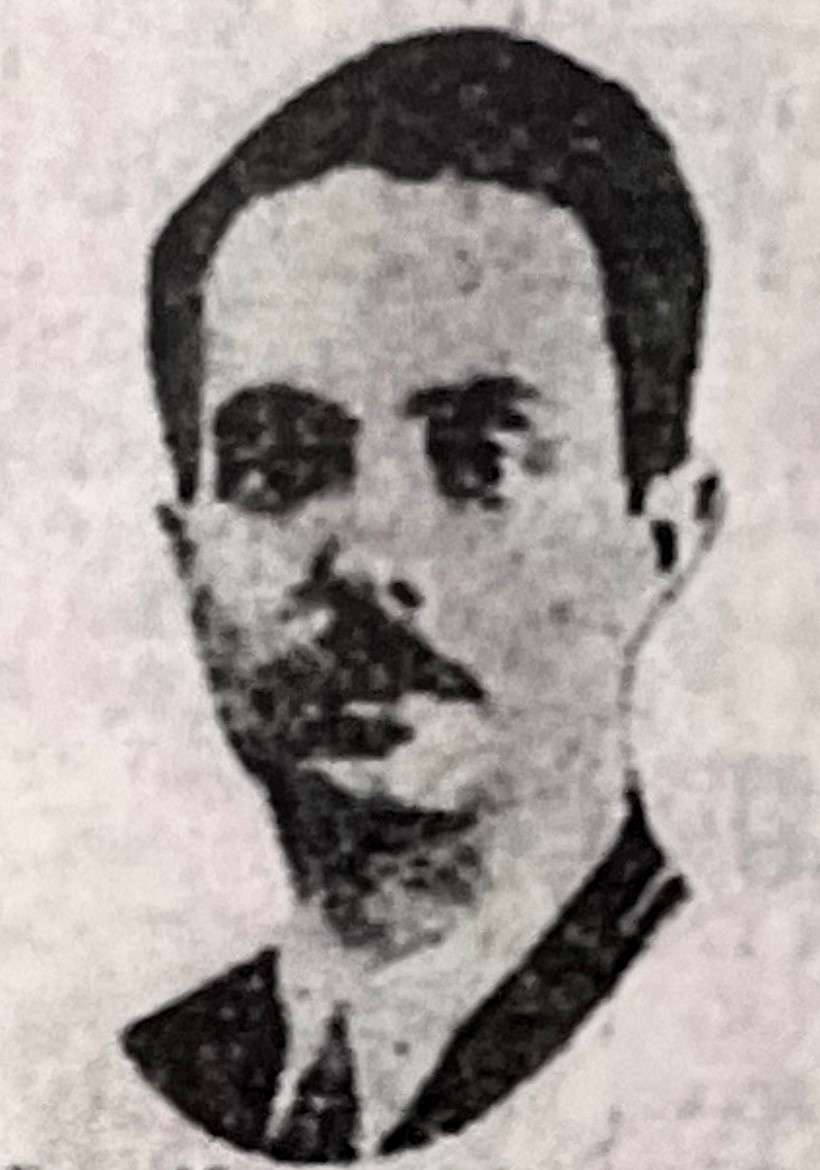
Mário Ribeiro de Lemos

Em 1931, o presidente e advogado Mário Ribeiro de Lemos planeou uma operação para a compra do Campo Estrela por trinta mil escudos. As obras de recuperação, ampliação e melhoramento começaram imediatamente ao longo de quatro anos. Era de longe o melhor campo do Alentejo e um dos melhores de Portugal.
O Campo Estrela também conheceu o seu período áureo durante os 14 anos em que o Lusitano permaneceu na 1.ª Divisão (1952-1966). No final de 1953, os bancos de madeira foram destruídos e substituídos por bancos de pedra, esticados ao longo do campo e foram instaladas cabines. 
A 13 de Novembro de 1955, o relvado foi inaugurado num jogo da liga contra o Sporting (empate 1-1), num jogo em que estiveram presentes os últimos quatro treinadores do clube (Severiano Correia, Cândido Tavares, Domingo García y García e Anselmo Pisa). António Caraça aos 38 minutos da primeira parte, tornou-se o primeiro jogador a marcar um golo no renovado Campo Estrela e Manuel Vasques (um dos Cinco Violinos) marcaria o primeiro golo adversário. 
Évora tornou-se a 5ª cidade do país a ter um campo relvado depois de Lisboa (Estádio Nacional, Estádio José Alvalade, Estádio da Luz, Campo das Salésias, Estádio da Tapadinha), Porto (Estádio das Antas e Estádio do Lima), Coimbra e Braga. O Lusitano era também em 1955 o único clube fora de Lisboa e Porto a ter um campo relvado, dado que o Estádio Nacional e o Estádio 28 de Maio eram propriedade do Estado e o Estádio de Coimbra era municipal.
A 4 de Abril de 1956, o Campo Estrela assistiu aos seus primeiros jogos internacionais ao receber o 2º. dia do Torneio Internacional da NATO, recebendo os jogos entre Itália e Turquia e entre Portugal e Egito. Neste dia foi batido o recorde de assistência no Campo Estrela. Tendo assistido aos dois jogos 25 mil pessoas. Os outros dois dias foram disputados em Lisboa e no Porto. No ano seguinte, duas equipas de senhoras inglesas vieram a Portugal para apresentar a prática do futebol feminino, que estava a dar os seus primeiros passos no estrangeiro. De novo Lisboa, Porto e Évora foram as cidades escolhidas.
Entre Março e Abril de 1961, dada a qualidade do relvado e das infraestruturas, o Campo Estrela foi um dos 7 estádios do país escolhidos para acolher a fase final do Torneio Internacional de Juniores da UEFA 1961, o primeiro troféu de sempre conquistado pela Seleção Portuguesa, comandada por José Maria Pedroto, numa final frente à Polónia. O Campo Estrela foi palco de dois jogos. Uma vitória da França sobre a Grécia por 3-2, e sobretudo foi palco da disputa de um troféu suplementar, ou seja, a Taça José Crahay disputada entre as seleções da Áustria e da Polónia, tendo a taça sido entregue pelo Governador Civil de Évora no final da partida à equipa da Polónia, que venceu por 3-0. 
Em 1964, um misterioso vírus destruiu completamente a relva.
No início da época 1979/80 foi colocado um relvado novo, no entanto foi aplicado demasiado adubo e queimou a relva. Foram jogadas duas épocas com o relvado com condições muito fracas, até que em 1981 este relvado foi por fim substituído, o que levou o Lusitano a disputar alguns jogos em casa da II Divisão nacional em Montemor-o-Novo. 
Em 2022, o Campo Estrela foi um dos estádio selecionados para acolher a 26ª edição do Torneio Lopes da Silva de seleções Sub-15 das Associações de Futebol de Portugal organizado pela Federação Portuguesa de Futebol nas cidades de Évora e Beja, de 18 a 25 de junho. O estádio do Lusitano acolheu, entre outros jogos, a grande final entre as Associações de Futebol de Braga e Lisboa, em que a primeira saiu vencedora.
As dimensões do relvado são de 105x70m e chegou e comportar lotações de 10 000 pessoas em pé.

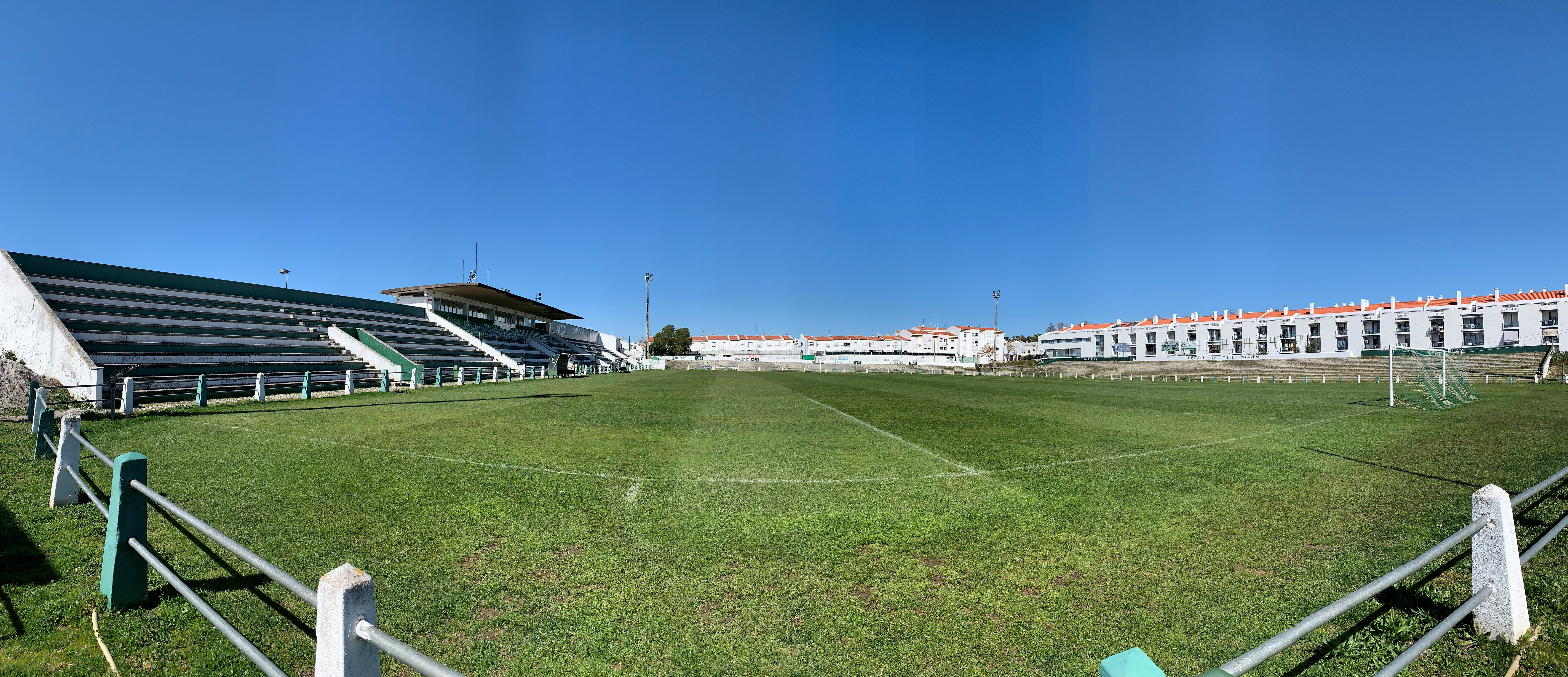
Campo Estrela em 2022

Atualmente o Campo Estrela poderá ter os dias contados uma vez que na sequência de um negócio ruinoso celebrado em 2006 o Lusitano procedeu a uma permuta com uma empresa imobiliária por forma a trocar os terrenos onde se situa o Campo Estrela por um campo a ser construído na Herdade da Silveirinha perto de Évora. Correram processos em tribunal o em que clube e empresas imobiliárias litigaram ao longo de vários anos, pelo incumprimento dos compromissos assumidos.
Em maio de 2022, foi anunciada a natureza de um acordo extrajudicial votado pelos sócios do Lusitano em Assembleia Geral do clube, segundo o qual o Lusitano teria de entregar o Campo Estrela. No seguimento desse acordo o clube ficaria livre de qualquer participação na sociedade Evourbe e correspondentes dívidas, ficando plenamente proprietário de 10 hectares na Herdade da Silveirinha, a cerca de 3 quilómetros do Campo Estrela, onde o clube deverá continuar a sua atividade com um novo Estádio e complexo desportivo.

### Complexo Desportivo da Silveirinha/ Academia Lusitano Ginásio Clube
Em 2006, Luiz Felipe Scolari e a Federação Portuguesa de Futebol escolheram Évora como centro de preparação para o Mundial de Futebol de 2006 na Alemanha. No entanto, embora a cidade dispusesse já na altura de excelentes infraestruturas hoteleiras e acessibilidades para receber a Seleção Nacional, não dispunha de um centro de estágio à altura. Este deveria servir para os treinos da seleção, bem como acolher uma partida de preparação entre Portugal e Cabo Verde. Assim, foi decido construir de raiz um complexo desportivo na Herdade da Silveirinha, a poucos quilómetros de Évora. O jogo com Cabo Verde realizou-se a 26 de maio de 2006 com uma vitória de Portugal por 4-1, tendo nesse jogo os jogadores de ambas a equipa entrado em campo com crianças dos escalões de formação do Lusitano pela mão. Foi até hoje a única vez que a Seleção A portuguesa jogou no Alentejo. 
A direção do clube, avançou então com uma proposta que se viria a revelar desastrosa. Num processo que envolveu Câmara Municipal, Lusitano, Federação Portuguesa de Futebol, uma empresa imobiliária (Eborimo), e posteriormente a CCDRA - após uma nega inicial - uniram-se na obtenção e viabilização de um espaço desportivo cujo modelo de gestão deveria assentar na criação complementar de um empreendimento turístico de interesse social e desenvolvimento, a construir de raiz, três quilómetros distante da cidade. 
Foi arrelvado um campo e construída uma pequena bancada, bem como dois balneários. Infraestruturas que foram reforçadas com outros meios amovíveis da FPF. No entanto, com a partida da seleção o complexo ficou votado ao abandono. O falhado projeto da SAD (2016-2021) tentou reabilitar o complexo desportivo mas sem sucesso.
O futuro do clube deverá mesmo passar pela Silveirinha uma vez que o Lusitano conseguiu mediante acordo judicial obter 10 hectares, em troca da entrega do Campo Estrela e de 20% da sociedade imobiliária Evourbe. As equipas desportivas do clube deverão realizar a sua atividade na Silveirinha.
Em 2024, com a finalização de dois campos de futebol sintético e claros melhoramentos em toda a infraestrutura, todos os escalões de formação do Lusitano, masculinos e femininos, bem como a equipa sénior feminina transferiram a sua atividade para a recém batizada Academia Lusitano Ginásio Clube que funciona na mesma antiga Herdade da Silveirinha. .  

### Outros
Durante os trabalhos de renovação do relvado que decorreram no final dos anos 70 o Lusitano disputou alguns jogos relativos à II Divisão nacional no Estádio 1.º de Maio em Montemor o Novo.
Na eliminatória da Taça de Portugal frente ao FC Porto a 13 de outubro de 2017, o Campo Estrela não foi aprovado pela FPF para acolher um jogo de alto risco, como são classificados todos os jogos dos chamados clubes grandes em Portugal. Não havendo condições para proceder aos melhoramentos exigidos em função da incerteza jurídica sobre o futuro do campo, a partida foi disputada no Estádio do Restelo em Lisboa.
Na sequência do litígio entre o clube e a SAD, esta última foi proibida de aceder ao Campo Estrela, tendo a equipa da Lusitano SAD utilizado para os seus jogos na época 2020/21, no Campeonato de Portugal, o Parque Desportivo Eng. Joaquim António Moreira Carneiro, gerido pelo Sport Lisboa e Évora.

## Jogadores

### Plantel Atual 2025/26
- Atualizado até 14 de agosto de 2025.

Nota: Bandeiras indicam equipe nacional, conforme definido pelas regras de elegibilidade da FIFA. Os jogadores podem ter mais de uma nacionalidade não-FIFA.
| N.º |              | Posição | Jogador                        |
| --- | ------------ | ------- | ------------------------------ |
| 1   | Portugal     | G       | Joel Sousa                     |
| 4   | Brasil       | D       | Cassiano Borges (vice-capitão) |
| 5   | Portugal     | D       | Tiago Palancha                 |
| 6   | Portugal     | M       | Mauro Andrade                  |
| 7   | Portugal     | A       | Guilherme Sequeira             |
| 8   | Portugal     | M       | Tiago Batista                  |
| 9   | Portugal     | A       | Diogo David "Dida"             |
| 10  | Portugal     | M       | Martim Águas                   |
| 11  | Argentina    | A       | Franco Almara                  |
| 12  | Brasil       | G       | Marcelo Valverde (capitão)     |
| 14  | Guiné-Bissau | M       | Botché Candé                   |
| 15  | Portugal     | M       | António Sousa                  |
| 17  | Portugal     | A       | Gustavo Vicente                |

| N.º |              | Posição | Jogador           |
| --- | ------------ | ------- | ----------------- |
| 18  | Guiné-Bissau | M       | Dionísio Mendonça |
| 21  | Brasil       | D       | Marcos Soares     |
| 22  | Portugal     | G       | Duarte Martins    |
| 24  | Portugal     | D       | Bernardo Prego    |
| 25  | Portugal     | D       | João Pinto        |
| 26  | Portugal     | M       | Kiko Julião       |
| 29  | Guiné-Bissau | A       | Isnaba Graça      |
| 30  | Nigéria      | A       | Sele Davou        |
| 36  | Portugal     | M       | Tomás Lima        |
| 37  | Portugal     | D       | Rodrigo Monteiro  |
| 53  | Portugal     | D       | Eurichano Sousa   |
| 77  | Angola       | A       | Yuri Sohni        |
| 80  | Venezuela    | A       | Angel Gomes       |
| 95  | Portugal     | D       | Ricardo Barreto   |

## Equipamentos e Patrocinadores
| Período   | Material Desportivo | Patrocinador Principal |
| --------- | ------------------- | ---------------------- |
| 1911-1976 | Próprio             | Não teve               |
| 1976-1977 | Adidas              | Não teve               |
| 1980-1981 | Puma                | Não teve               |
| 1982-1983 |                     | Candeias Santos Lda    |
| 1983-1987 |                     | Evorabetão             |
| 1987-1988 |                     | Delta Cafés            |
| 1989–1991 | Hummel              | FNAC                   |
| 1991-1993 |                     | MagiCar                |
| 1995-1996 | Cofides             | PNEUROPA               |
| 1997–2001 | Cofides             | Terras D'el Rei        |
| 2002-2013 | Patrick             | Delta Cafés            |
| 2013–2014 | Desportreino        | Crédito Agrícola       |
| 2014-2018 | Macron              | Porta da Ravessa       |
| 2018-2019 | Nike                | Delta Cafés            |
| 2019-2020 | Rakso               | SULREGAS               |
| 2020-2021 | Macron              | A. Matos Car           |
| 2021-2022 | Nike                | A. Matos Car           |
| 2022-2026 | Macron              | A. Matos Car           |

## Jogadores notáveis
- Domingos Morais
- Venâncio Morais
- Rogério Morais
- António Pedro Mira
- Cândido Tavares
- Manuel Peixoto "Xorra"
- Ricardo Sertório Oliveira
- Manuel Branco
- Fausto de Sousa
- Alexandre Brito
- António Filipe Silvestre "Tonica"
- Amaro Morgado
- Constantino Deusdado
- Belchior Canete
- João Monginho
- António Francisco Rosa
- António Boulanger Martinho
- Dinis Vital
- Manuel Martelo
- José Pedro Biléu
- Carlos Falé
- Jaime António Madeira
- Patalino
- Domingo García y García
- Vicente Di Paola
- José Valle Román
- Pepe
- Fernando Vitorino do Carmo Soeiro
- Augusto Batalha
- Francisco Polido
- Teotónio Barreiros
- Vicente Camilo
- Athos
- Manuel António Graça Paixão
- António Joaquim Caraça
- Flora
- João Luís Teixeira da Silva
- Paulo Russo da Silva
- José Pereira Duarte
- Miguel Bertral
- Du Fialho
- José "El Conejo" Cardona
- Justo Wilfredo García
- Índio
- Ivson de Freitas
- Melanio Olmedo
- Palmeiro Antunes
- Marciano da Costa
- Mitó
- Quim Alves
- Duro
- Antoninho
- João Libório
- António Piçarra
- Carlos Cunha
- Manuel Gomes
- Leonel Carvalho
- Edgar Serra
- Carlos Teixeira
- Domingos Arsénio
- Morato
- Augusto Matine
- Martelo
- Francisco Bolota
- António Modas
- Ruzhin Kerimov
- Manuel Sardinha
- Joaquim Ramalho
- Alexandre Alhinho
- Óscar Duarte
- Figueiredo
- Zorrinho
- Pio
- Zambujo
- José Cândido
- Jorge Vital
- Amri Nourredine
- Macaé
- Barradas
- Jorge Teigão
- Rui Romicha
- Zé Eduardo
- Robson
- Paulo Sousa
- José Carlos Barbosa
- Ricardo Pateiro
- Calila
- Zé Tó
- Tó Zé
- Teixeira
- João de Deus
- Toni
- Jocy Barros
- Hélder Cabral
- Targino
- Nuno Laurentino
- Miguel Rosado

## Títulos
- Campeonato Nacional da Segunda Divisão
  - Títulos (1): 1951/52
  - Vencedor da Série D 1950/51
- Taça Correção da "Federação Portuguesa de Futebol"
  - Títulos (1): 1955/56
- Taça Disciplina do "Mundo Desportivo"
  - Títulos (1): 1957/58;[69]
- Campeonato Nacional da Terceira Divisão
  - Vencedor da Série D 1972/73
  - Vice-Campeão Nacional da III Divisão 1972/73
  - Vencedor da Série F 1978/79
  - Vice-Campeão Nacional da III Divisão 1993/94
- Campeonato de Portugal
  - Títulos (1): 2024/25
- Campeonato da AF Évora
  - Títulos (17) (recordista): 1917/18, 1921/22, 1922/23, 1926/27, 1927/28, 1928/29, 1930/31, 1932/33, 1933/34, 1934/35, 1939/40, 1940/41, 1950/51, 1951/52, 2003/04, 2018/19, 2021/22;[70]

- Campeonato da AF Évora - Divisão de Honra
  - Títulos (3): 2012/13, 2013/14, 2019/2020
- Taça Dinis Vital
  - Títulos (5) (recordista): 2015/16, 2016/17, 2017/18, 2020/21, 2021/22;
- Taça da AF Évora
  - Títulos (1): 2003/04

- Taça dos Campeões (Supertaça da AF Évora)
  - Títulos (3) (recordista): 2017, 2019 e 2022

## Treinadores

### Histórico de Treinadores
- Domingos Morais "Besnica" (1911-1917)
- Manuel Seixas Bandarra (1917-18)
- Domingos Morais "Besnica" (1918-1919)
- Manuel Seixas Bandarra (1919-20)
- José do Peso Benchimol (1920-22)
- Domingos Morais "Besnica" (1922-1923)
- Manuel Seixas Bandarra (1923-26)
- José do Peso Benchimol (1926-27)
- Augusto Cabeça Ramos (1927-1928)
- José do Peso Benchimol (1928-30)
- Henrique Rosa (1930)
- José do Peso Benchimol (1930-32)
- Alberto Henriques Conceição (1932-33)
- Clemente José Juncal (1933-34)
- Francisco Silva (1934-35)
- Charles Roger Marquis (1935-36)
- Francisco Silva Marques (1936-37)
- Francisco Silva (1937-38)
- Cândido Tavares (1938-41)
- Amaro Morgado (1941-43)
- João dos Santos Brochado (1943-44)
- Inácio Augusto (1944-45)
- Amaro Morgado (1945-48)
- Jacinto da Silva Mestre (1948-49)
- Amaro Morgado (1949-50)
- Fernando Lampreia Lopes [interino](1950)
- Anselmo Pisa (1950-53)
- Domingo Garcia y Garcia (1953-54)
- Tavares da Silva (1954)
- Cândido Tavares (1954-55)
- Severiano Correia (1955/56)
- Otto Bumbel (1956-1958)
- Lorenzo Ausina (1958-1959)
- João dos Santos Brochado [interino] (1959)
- Janos Biri (1959)
- Dante Bianchi (1959-60)
- Trindade dos Santos (1960-61)
- Humberto Buchelli (1961-62)
- Janos Biri (1962)
- Iosif Fabian (1962-63)
- Filpo Núñez (1963)
- João dos Santos Brochado [interino](1963)
- János Hrötkö (1963)
- Miguel Bertral (1964-1965)
- Janos Biri (1965-66)
- Janos Szabo (1966-67)
- Jacinto Mestre (1967)
- Augusto Batalha [interino] (1967)
- Miguel Bertral (1967-1969)
- Alberto Guerreiro Cunha (1969–70)
- Serafim das Neves (1970-1971)
- Leonildo Vila Nova (1971-1975)
- Manuel Oliveira (1975)
- Dinis Vital (1975-76)
- Carlos Cunha [interino] (1976)
- Leonildo Vila Nova (1976-1977)
- Mário Nunes (1977)
- João Libório [interino] (1977)
- József Tóth (1977-78)
- João Aureliano Santos "Juanito" (1978–81)
- João Libório [interino] (1977)
- Miguel Bertral (1981)
- João Aureliano Santos "Juanito" (1981-82)
- Francisco Bolota [interino] (1981-82)
- Dinis Vital (1982–83)
- Joaquim Teixeira (1983-84)
- Leonildo Vila Nova (1984)
- Manuel Fernandes [interino] (1984)
- Carlos Alhinho (1984–85)
- Francisco Percheiro Mitó (1985–86)
- João Libório (1986-1987)
- Luís Balão [interino] (1987)
- Raul Figueiredo (1987)
- Carlos Cardoso (1987-88)
- Pedro Gomes (1988–89)
- Joaquim Meirim (1989–90)
- Leonildo Vila Nova (1990)
- Dinis Vital (1990–92)
- Carlos Teixeira (1992)
- João Aureliano Santos "Juanito" (1992–93)
- Fernando Casaca (1993)
- João Cardoso (1993–97)
- Leonildo Vila Nova (1997)
- José Rocha (1997-2000)
- Luís Perdigão (2000–01)
- Dinis Vital (2001–02)
- Vitor Esmoriz (2002)
- Luís Balão (2003/2003)
- João Inverno [interino] (2002–03)
- Tony Resende (2003-05)
- Teixeira (2005-2006)
- João Inverno [interino] (2006/2007)
- José Rocha (2006-2007)
- José Vasques (2007)
- Paulo Sousa (2007-2009)
- Teixeira (2009-2010)
- João Paulo Fialho (2010)
- Luís Patrão (2010-2011)
- Nélson Valente (2012-2015)
- André Barreto (2016-2017)
- Duarte Machado [interino](2017-2018)
- Rui Salgado (2018-2019)
- Luís Santos (2020)
- Nélson Valente (2020-2022)
- João Nivea (2022-2024)
- Pedro Russiano (2024-2025)
- Ricardo Pessoa (2025-incumbente)

## Presidentes
- 1911 - 1916 Domingos Coelho Morais "Besnica" (Capitão Geral)
- 1917 - 1922 Manuel J. Albergaria de Seixas "Bandarra" (Capitão Geral)
- 1923 - 1924 - Tenente José do Pêso e Souza Benchimol (Capitão Geral)
- 1925 - 1928 - Mário Ribeiro de Lemos
- 1929 - Álvaro de Araújo Vivaldo
- 1930 - Júlio Lopes Custódio
- 1931 - José Varela Amaral
- 1932 - António José dos Prazeres
- 1933 - Mário Ribeiro de Lemos
- 1934 - Clemente José Juncal
- 1935 - Mário Guimarães Pala
- 1936 - 1937 Mário Ribeiro de Lemos
- 1938 - 1939 Joaquim Augusto Pereira do Carmo da Câmara Manoel
- 1940 - Geraldo Fernandes Pinto
- 1941 - 1943 Joaquim Augusto Pereira do Carmo da Câmara Manoel
- 1944 - Victor Manuel da Rocha Rodrigues Bastos
- 1945 - Napoleão Manuel Vieira Palma
- 1946 - Joaquim Augusto Pereira do Carmo da Câmara Manoel
- 1947 - Geraldo Fernando Pinto
- 1948 - Joaquim Augusto Pereira do Carmo da Câmara Manoel
- 1949 - 1950 Alberto José Pereira do Carmo da Câmara Manoel
- 1951 - Joaquim Augusto Pereira do Carmo da Câmara Manoel
- 1952 - 1953 - João Barreiros de Torres Vaz Freire
- 1954 - 1955 - José Félix de Mira
- 1956 - Serafim de Jesus Silveira Júnior
- 1957 - Gen. Joaquim Plácido Duarte Silva
- 1958 - 1963 - Serafim de Jesus Silveira Júnior
- 1964 - 1965 - Luís Félix Nunes
- 1966 - Joaquim António Moreira Carneiro
- 1967 - 1968 Manuel Beltrand Vila Nova
- 1969 - Joaquim Francisco Lopes
- 1969 - Vitor Semião (Comissão Administrativa)
- 1970 - 1971 - António Alfredo Mendes Caeiro
- 1972 - 1973 - D. Alexandre Maria Henriques de Lencastre
- 1974 - Gabriel Jacinto Primo Jaleco
- 1975 - Alberto José Pereira do Carmo Câmara Manoel
- 1976 - José Armando dos Santos
- 1977 - Manuel Joaquim Bento Prates
- 1978 - 1979 - Hernâni José Neixa Inglês
- 1979 - 1986 - José Jerónimo Candeias Santos
- 1986 - António Alfredo Mendes Caeiro
- 1986 - Alberto de Matos Grilo
- 1987 - Eduardo Nogueira Morais dos Santos
- 1988-1991 - Carlos Alberto Assunção Guerreiro Cunha
- 1991-1992 - Hernâni José Neixa Inglês
- 1993-1994 - José Francisco Chaveiro
- 1995-1996 - Eduardo Nogueira Morais dos Santos
- 1996-1998 - Joaquim Beira
- 1998 - 2007 Luís Morais dos Santos
- 2007 - 2009 António Brito
- 2009 - 2011 - Manuel Porta
- 2012 - 2019 - Luís Miguel Nobre Valente
- 2019 - presente - Pedro Caldeira

## Filiais
- Lusitano Ginásio Clube Cacelense (AF Algarve) - Fundada em 3 de fevereiro de 1952[71]
- Lusitano Ginásio Clube Moncarapachense (AF Algarve) - Fundado em 4 de março de 1953[72]
- Lusitano Ginásio Portuense (AF Porto) - Fundado em 1 de março de 1952
- Lusitano Ginásio Clube de Olhão (AF Algarve) - Fundado em 9 de julho de 1952
- Lusitano Clube Serpense - (AF Beja) - Fundado em 9 de julho de 1952
- Lusitano Ginásio de Chão de Couce - (AF Leiria) - Fundado em 9 de agosto de 1967
- Lusitano do Calhabé (AF Coimbra)
- Lusitano Clube Arraiolense (AF Évora)
- Lusitano Ginásio Clube da Praia (Cabo Verde)

## Sócios Ilustres
- Baltazar Rebelo de Sousa - médico, professor e político
- Fernando Emílio - Jornalista e padrinho da Volta a Portugal - sócio n.º 447.
- António Borges Barreto, o "Toquim" - Piloto de Fórmula 1 da Ferrari
- Carlos Zorrinho - Professor, político e Eurodeputado
- Serafim de Jesus Silveira Junior - Presidente da Câmara Municipal de Évora
- José Pratas - Árbitro internacional de Futebol
- Inocêncio Calabote - Árbitro internacional de Futebol
- Francisco Murteira Nabo - Economista, Político e ex-Presidente da Portugal Telecom
- João Manuel Nabeiro - Chairman do Grupo Delta e Presidente do Sporting Clube Campomaiorense
- António Pinto Basto - Fadista
- Gonçalo da Câmara Pereira - Fadista e Presidente do PPM
- Mário da Gama Freixo - Fotógrafo
- Celestino David - Fundador do Grupo Pró-Évora e Poeta
- Cipriano Camarate - Fotógrafo
- Carlos Tojo - Fotógrafo
- Prof. Jorge Pombo - Professor e Formador de Árbitros
- Joaquim Plácido Duarte Silva - Atleta Olímpico de Hipismo
- Augusto Cabeça Ramos - Recordista nacional do Salto à Vara
- D. Domingos Sousa Coutinho, Marquês do Funchal e medalha de bronze nos Jogos Olímpicos de 1936
- Luís Carmelo - Jornalista e escritor

## Modalidades amadoras
Inicialmente fundado com o nome Lusitano Futebol Clube, devido ao elevado número de sócios com tendências para outras atividades passou a designar-se Lusitano Ginásio Clube. Foram criada secções de ginástica, pugilismo, esgrima, patinagem, basquetebol, andebol, badminton, pingue-pongue, ténis, tiro, motorismo e hipismo. Teve ainda uma muito popular e dinâmica secção lebreira
Entre 1924 e 1928, o Lusitano atravessou um período áureo da sua carreira. A ginástica, o pugilismo e o futebol, modalidade orientadas por José Benchimol, tiveram um grande impulso e projetaram o clube além fronteiras.

### Henrique António Pires na Volta a Portugal de 1927
O clube participou na I volta a Portugal em bicicleta. No ano de 1927 a União Velocipédica de Portugal ao organizar a I volta a Portugal desafiou vários clubes a inscreverem-se, no entanto o elevado preço das inscrições levou muitos clubes a desistirem da participação... O Lusitano participou na prova rainha do ciclismo português com o atleta Henrique Pires que com o dorsal número 33 terminaria a prova, com a última etapa em Lisboa, em 8° lugar. 
Em entrevista ao jornal A Bola, a 13 de Setembro de 1945, o presidente Napoleão Palma dava conta que o clube contava com secções de atletismo, tiro, ténis de mesa, voleibol, basquetebol. Desde 1931 foi mantida com muitas dificuldades uma secção de ginástica infantil.
A 1 de outubro de 1954 o clube abriu 28 classes de ginástica (educativa, aplicada, rítmica e corretiva), bem como três classes de danças clássicas e rítmicas.
O clube teve ainda secções de ténis, rugby e orientação.

### António Borges Barreto, o "Toquim"
O atleta eborense do Lusitano, António Borges Barreto foi o primeiro e único piloto português a correr pela Ferrari. Venceria na sua estreia absoluta em Dezembro de 1954 a VI Volta a Portugal em automóvel.

### Mário Duarte campeão ibérico de orientação em 1997
Num certame a 29 e 30 de Novembro de 1997, decorreu em Benidorm o Campeonato Ibérico de Orientação, contando com a presença de 600 atletas dos dois países. Individualmente Mário Duarte do Lusitano sagrou-se campeão com 5 minutos de diferença para o segundo classificado, tendo-se também a Seleção nacional, integrada por atletas do Lusitano, sagrado Campeã Ibérica.

### Campeão nacional de Esgrima de cadetes em 2002
O Lusitano conquistou o campeonato nacional de esgrima por equipas e individualmente na categoria de cadetes. Coletivamente o título pertenceu a José Rosado, Daniel Tinoco, Telmo Gomes e Paulo Rodrigues. Por sua vez o título individual foi arrecadado por José Rosado.

### Pedro Brito, campeão nacional de Futegolfe em 2020
Em 2020 o atleta Pedro Brito, em representação do Lusitano sagrou-se campeão nacional de futegolfe. Entretanto sagrou-se já um total de 5 vezes campeão nacional na modalidade.

## Na cultura popular

### Música
Na canção "Relato de Domingo", do álbum de 2004, "Ninguém nos ganha aos matraquilhos" do cantor Vitorino, há um verso dedicado ao Lusitano "O guarda-redes chutou, com grande profundidade, foi parar dentro da herdade, onde joga o Lusitano... de Évora escapou o Giraldo, para o campo do Barreirense e saltou para Olhanense, que perdeu com o Salgueiros em tarde de nevoeiro...". 

### Literatura
Nas crónicas de António Lobo Antunes é referido na página 27, “ (…) Acompanhei o Vital, do Lusitano de Évora, que sulcava a relva com o calcanhar pensativo da bota, para marcar o centro da baliza”.
O jornalista José Frota (1946-2015) escreveu um livro (editado mas nunca publicado) chamado Lusitano de Évora, o Clube e a Cidade (1911-1966), sobre os primeiros 55 anos da história do clube.
Luís Leiria de Lima lançou em fevereiro de 2025 o 5.º volume da série de livros "OS GRANDES pequenos clube portugueses" (Académica, Casa Pia, Belenenses e Vitória FC), dedicado inteiramente ao Lusitano Ginásio Clube.